# Laguna Lachuá
Laguna Lachuá – jezioro krasowe w Gwatemali. Znajduje się w środku Parku Narodowego Laguna Lachuá, porośniętego tropikalnym lasem deszczowym, około 15 km od granicy z Meksykiem.
Jezioro ma okrągły kształt i jest opisywane jako krater uderzeniowy, lub pozostałości dawnego diapiru solnego. Znajduje się na wysokości 173 m n.p.m. i ma głębokość 222 m. Oznacza to, że jego podłoże znajduje się poniżej poziomu morza, co jest typowe dla zalanych systemów krasowych półwyspu Jukatan. Woda jeziora zawiera ogromną ilość wapienia. Drzewa wpadające do wody szybko pokrywają się kalcytem i wyglądają jak szkielety kalcytu.
Woda ma również wysoki poziom siarki, stąd nazwa Lachuá. W kekczi „Li chu ha” oznacza cuchnącą wodę. Istnienie siarki wyjaśnia się zasobami ropy naftowej pod jeziorem.

## Galeria

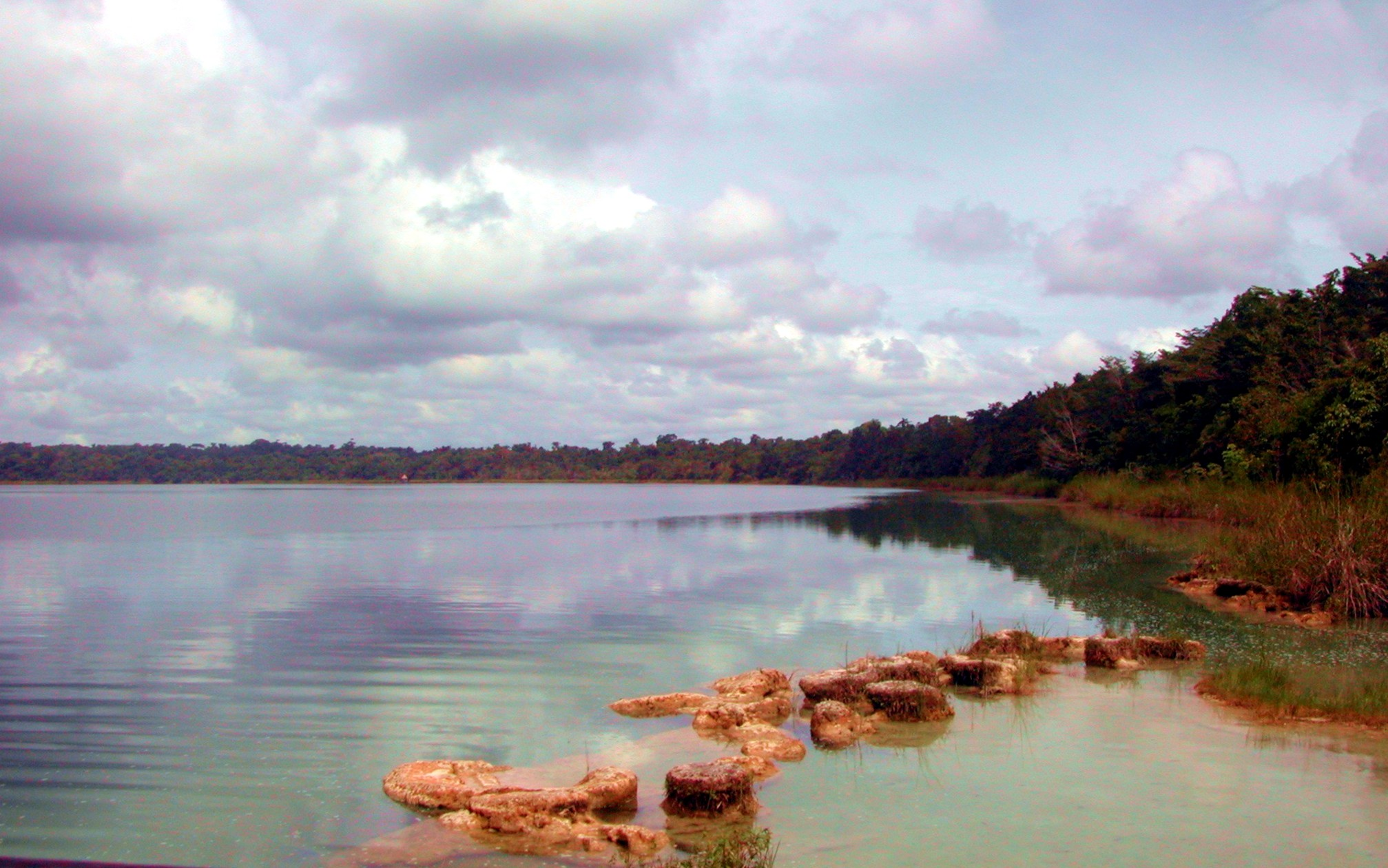
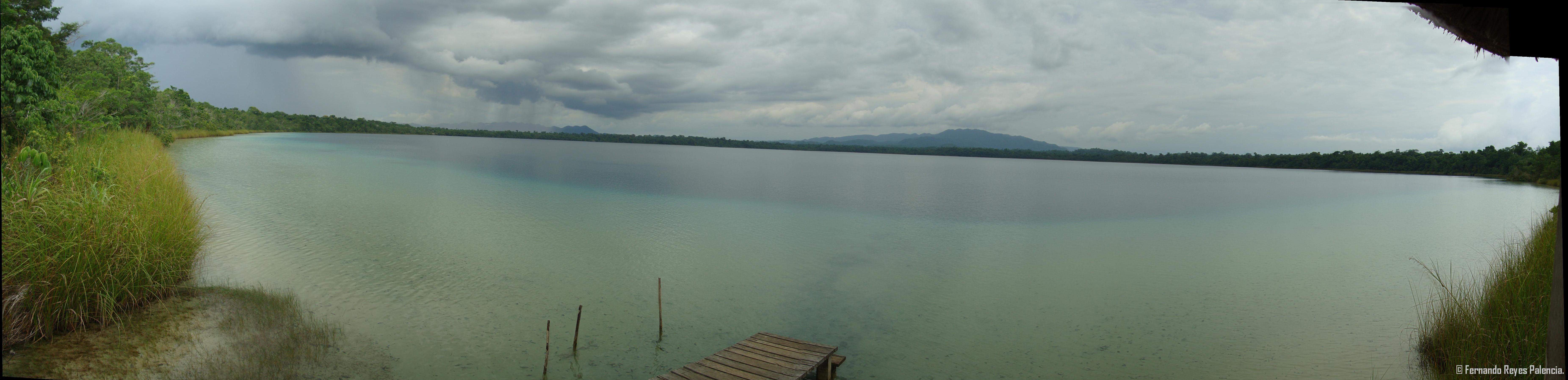
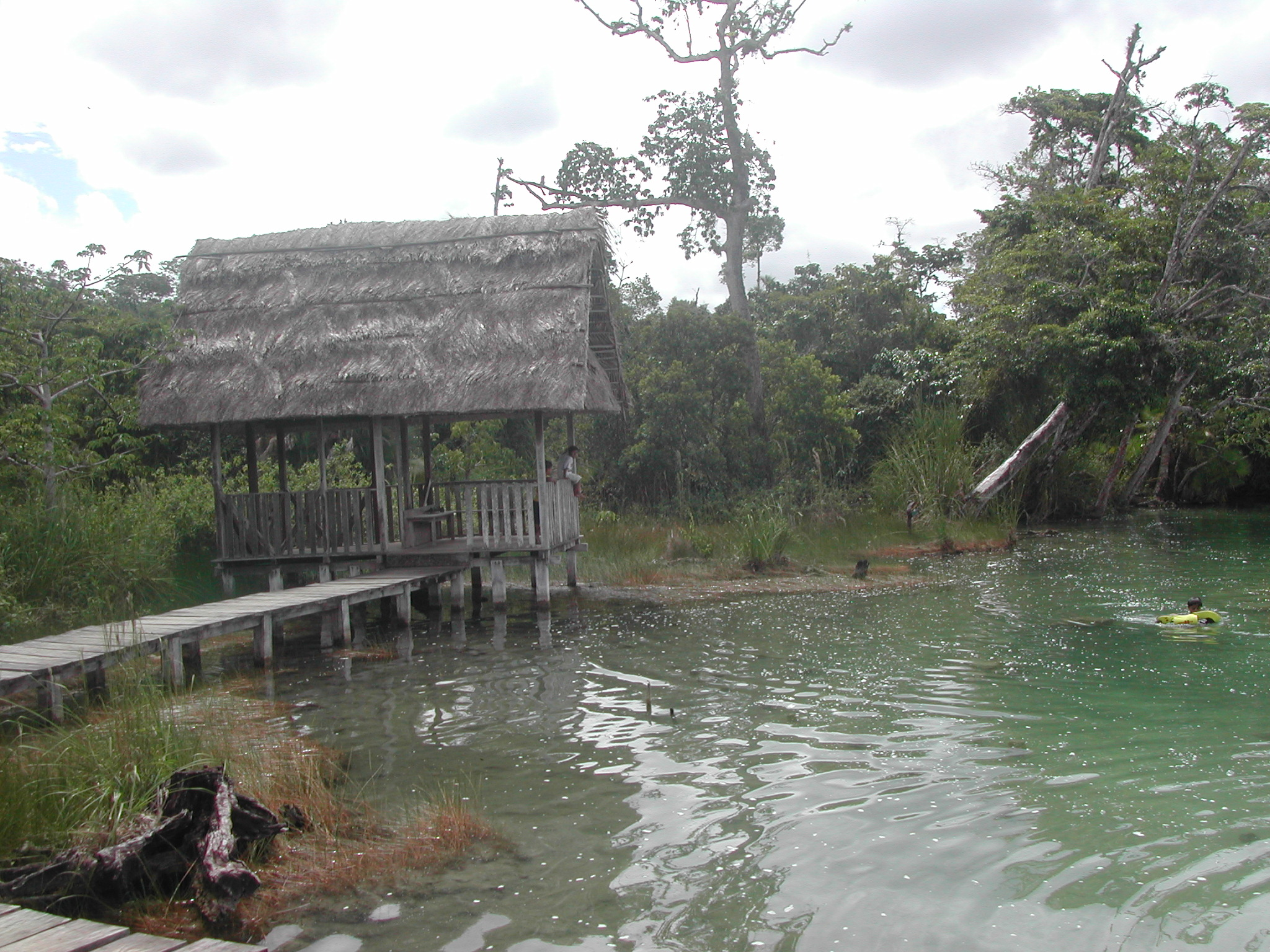
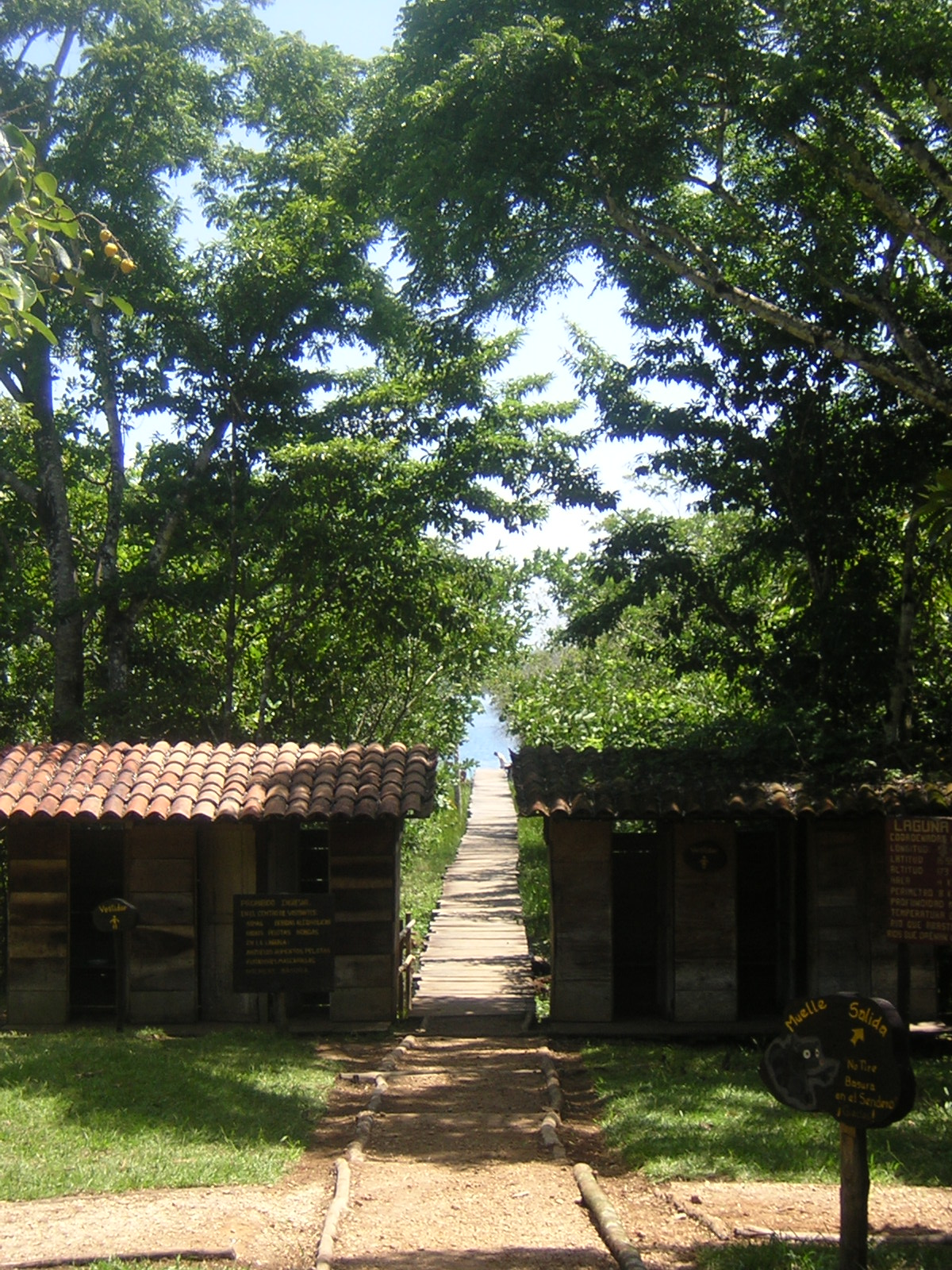